# Amt Wetter (Hessen)
Das Amt Wetter war eine Verwaltungs- und Gerichtseinheit in der Landgrafschaft Hessen und im Kurfürstentum Hessen mit Sitz in Wetter (Hessen).
Es bestand aus den Orten Wetter, Amönau, Oberndorf, Treisbach, Niederasphe, Untersimtshausen, Todenhausen, Mellnau, Ober- und Niederrosphe, Niederwetter, Göttingen, Sterzhausen, Warzenbach und Sarnau.
Seit dem Mittelalter bestand das Gericht Wetter. Dieses war Gegenstand eines Konfliktes zwischen dem Erzstift Mainz und der Landgrafschaft Hessen. Für diese Entwicklung siehe Stift Wetter#Streit zwischen dem Erzbistum Mainz und der Landgrafschaft Thüringen (1238 bis 1263). Im Rahmen der Territorialisierung entstand eine Amtsstruktur. Der Mainzer Teil wurde als Amt Mellnau bezeichnet und hatte seinen Sitz in Burg Mellnau. Der hessische Teil bildete das Amt Wetter. Im 15. und 16. Jahrhundert ging die Landeshoheit auf die Landgrafschaft Hessen über und der Mainzer und der hessische Teil des Amtes wurden vereinigt. Die Rechtsprechung der niederen Gerichtsbarkeit wurde in der Landgrafschaft Hessen-Kassel durch den Amtmann oder Rentmeister des Amtes Wetter wahrgenommen, der auch Verwaltungsaufgaben vornahm. Daneben bestand in Wetter ein Schultheiß.
Die Neuregelung des Justizwesens im Königreich Westphalen 1807 führte zu der Trennung von Rechtsprechung und Verwaltung. Der Kanton Wetter war nun für die Verwaltung, das Friedensgericht Wetter für die Rechtsprechung zuständig.
Mit dem Ende des Königreichs Westphalen im Jahre 1813 wurde die Trennung von Rechtsprechung und Verwaltung rückgängig gemacht und das Kurfürstentum Hessen führte 1814 das Amt Wetter wieder ein.
Mit Verordnung vom 29. Juni 1821 wurden in Kurhessen Verwaltung und Justiz getrennt (§ 137). Nun waren Justizämter für die erstinstanzliche Rechtsprechung zuständig, die Verwaltung wurde von Kreisen übernommen (hier der Kreis Marburg, Landkreis erst nach 1930). In Wetter wurde das Justizamt Wetter eingerichtet.

## Beamte

### Amtmänner von Mellnau und Wetter
- Hartmann von Hachen und Ludwig von Lohra (1316)
- Siegfried von Biedenfeld (1326, 1327)
- Ludwig Strinz und Johann Schreiber (1380)
- Johann von Nordeck zu Rabenau (1462, 1478)
- Johann Hottope (1465)
- Kraft von Hatzfeld (1483, 1492, 1496)
- Groppe von Fleckenbühl (1501, 1507, 1510, 1512)
- Kraft von Hatzfeld (1514)

### Rentmeister
- Heinrich Hart (1477)
- Johann Brendel (1494, 1495, 1501)
- Peter von Sachsen (1512, 1516, 1517, 1520, 1522, 1523, 1524, 1527)
- Heinrich Ebel (1573)